# Thomas Cromwell
Thomas Cromwell, Essex I. earlje (Putney, 1485 k. – Tower Hill, 1540. július 28.) kivégzett angol politikus főpap. 1532 és 1540 között VIII. Henrik angol király miniszterelnöke volt. Anglia Lord Protectora, Oliver Cromwell (1599–1658) a nővérétől, Catherine Cromwelltől származott.

## Élete
1485 körül született a ma délnyugat-londoni kerületet képező Putney-ben, Walter Cromwell (1463–1510), helyi kovács és serfőző fiaként, akinek fogadója és sörfőzdéje volt. Cromwell korai életéről kevés részlet áll rendelkezésre.
Fiatalkorában elhagyta Putney-t, és az európai kontinensre költözött, ahol Itáliában, Franciaországban és Hollandiában élt. Az ezekről az évekről szóló információk, amelyek gyakran zavarosak és ellentmondásosak, zsoldoséletéről és különféle katonai összecsapásokban való részvételéről szólnak, beleértve a gariglianói csata is. Az e tények valódiságáról folytatott történelmi vitákon felül áll, hogy Cromwell egy idő után megélhetési források nélkül Firenzében találta magát. Ott a Frescobaldi család felfogadta, s jó összeget és jó lovat biztosítottak számára, hogy Antwerpenbe és más németalföldi kereskedelmi központokba küldhessék. Tevékenysége valószínűleg a pénzügyi kémkedést is magába foglalta, mivel akkoriban egyre erősödött a rivalizálás az antwerpeni és a firenzei bankárok között.
Cromwell kulturált és szorgalmas ember volt, folyékonyan beszélt latinul, olaszul és franciául, és nagy tisztelője volt Niccolò Machiavellinek. Fiatalkori tevékenysége során nagy merészséget és ritka ravaszságot tanúsított.
A Vatikán egyes archívumaiból az is kiderül, hogy Cromwell Christopher Bainbridge bíboros ügynöke volt, és angol egyházi ügyekkel foglalkozott a Sacra Rotában.
Amikor a bíborost 1514-ben meggyilkolták, Cromwell visszatért Angliába, ahol Thomas Wolsey lordkancellár fogadta fel, aki annak ellenére, hogy laikus volt, fontos egyházi ügyekkel foglalkoztatta. 1515 körül feleségül vette egy szabó lányát, Elizabeth Wyckest (1489–1529), házasságukból egy fiú, Gregory, valamint két lány, Anne és Grace született. Jogi tanulmányok után 1523-ban az angol parlament tagja lett.
Az 1520-as évek végén Cromwell segített Wolsey-nak harminc katolikus kolostor feloszlatásában, hogy pénzt gyűjtsön az ipswichi The King's School (ma Ipswich School) és az oxfordi Cardinal's College számára. 1529-ben VIII. Henrik angol király megalapította a reformparlamentet, hogy el tudjon válni Aragóniai Katalintól. Cromwellt kinevezték a parlamenti ügyek királyi tanácsadójának, és az 1530-as években folyamatos volt a felemelkedése. Wolsey 1530-as halálát követően lordkancellárrá, 1533. április 12-én pénzügyminiszterré, 1534. április 15-én királyi miniszterré nevezték ki, október 8-án pedig megkapta a Master of the Rolls tisztséget.
Cromwell kulcsszerepet játszott az anglikán egyházi reformációban. Henrik, hogy el tudjon válni első feleségétől, 1534-ben kiadta a felsőbbrendűségi törvényt, amelynek köszönhetően Angliában a szellemi hatalom birtokosává nevezték ki. A király általános helynökeként Cromwell teljes felhatalmazással rendelkezett az angol kolostorok 1535-től kezdődő feloszlatására.
Abban az évben hozzá fordult a három kartauzi prior, John Houghton, Agostino Webster és Roberto Lawrence, hogy megszerezzék a királytól a neki mint az angol egyház legfőbb fejének tett hűségeskü alóli felmentést. Ez az eskü, amelyet a felsőbbrendűség törvénye előirányzott, magában foglalta a pápai tekintély formális megtagadását hitügyekben. Cromwell nemcsak hogy nem volt hajlandó közbenjárni a királynál ebben a tekintetben, hanem bebörtönöztette és halálra ítéltette őket.
1536. július 9-én báróvá, 1540. április 18-án Essex grófjává nevezték ki. 1535-ben létrehozta az Anglia és Wales közötti uniót is egyetlen joghatóság alatt.
Cromwell segített a királynak megszabadulni Boleyn Annától, és feleségül venni Jane Seymourt, mert félt, hogy elesik a kegyelemtől. A királyné ugyanis összetűzésbe került vele a kolostorok feloszlatásából nyert pénz kezelésében. Ugyanez a kérdés sok más ellenséget is szült a miniszterelnöknek, főként az ebből szerzett vagyon megosztására vonatkozó kritériumai miatt.
A bukását azonban a királynak Clèves Annával kötött házassága miatt rá gyakorolt nyomás okozta. Jane Seymour királyné 1537. október 24-én meghalt, nem sokkal azután, hogy fia született. Gyakorlatilag azonnal megkezdődtek a tárgyalások egy negyedik házasságról, hogy megszerezzék VIII. Henrik további örököseit, és Cromwell úgy vélte, hogy Angliának egy protestáns szövetség részévé kell válnia, amelynek középpontjában Cleves herceg áll; egy ilyen politika valójában elősegítette volna a további reformokat.
A házasság azonban katasztrofálisnak bizonyult, mivel Henrik kimutatta, hogy nem állt szándékában a hercegnővel együtt élni, miután egyszer személyesen találkoztak.
A király utasította Cromwellt, hogy keressen törvényes módot házassága érvénytelenítésére, de kénytelen volt a lehető legjobbat kihozni a rossz helyzetből, hogy ne veszítse el értékes szövetségét Németországgal. Cromwell ellenfelei, köztük a norfolki herceg, kihasználták a helyzetet, hogy kíméletlenül megbuktassák.
Annak ellenére, hogy 1540-ben kinevezték Essex első grófjává, Cromwell gyanakodni kezdett, hogy veszélyben van, mert bár hivatalosan a király kegyelmének kedvezményezettje volt, annak ellenére, hogy Henrik csapdába esett egy olyan házasságban, amelyet nem akart. Félelme jogosnak bizonyult, amikor egy tanácsülésen az év június 10-én letartóztatták és bebörtönözték a londoni Towerbe.
Minden tisztségét visszavonták, és nyilvánosan kihirdették, hogy ettől kezdve kizárólag „Thomas Cromwell, Cloth Carder”-nek hívják. A király csak addig tartotta életben, amíg házasságát nem sikerült érvényteleníttetnie. Anna beleegyezett a békés válásba, és Henrik nagylelkűen bánt vele elismerése jeléül. A király kegyelmében reménykedve Cromwell utolsó személyes üzenetet írt neki, amelyben kifejezte, hogy egyetért a házasság érvénytelenítésével. A levelet a következő felhívással zárta: „Kegyelmes Herceg, irgalmat, irgalmat, irgalmat kérek.” (angolul: Most gracious Prince, I cry for mercy, mercy, mercy).
Tárgyalás nélkül halálra ítélték, majd a Tower Hillen 1540. július 28-án lefejezték. Azt mondták, hogy méltósággal halt meg, és hogy a kivégzése különösen szörnyű volt. Edward Hall kortárs krónikás arról számol be, hogy Cromwell beszédet mondott a vérpadon, kijelentve, hogy „a hagyományos hit szerint” hal meg, majd „nagyon türelmesen várta a durva, kegyetlen hóhér bárdcsapását, aki nem végezte jól a dolgát.” A kivégzést követően fejét kitűzték a London Bridge-en.
Henrik végül megbánta Cromwell kivégzését. Körülbelül nyolc hónappal később azzal a hamis váddal illette minisztereit, hogy Cromwell bukásán fáradoztak, és azt mondta, végre rájött, ő a valaha volt leghűségesebb szolgája. Élete hátralévő részében a kivégzése miatt panaszkodott.

## Házassága és utódai
Körülbelül 1515-ben Cromwell feleségül vette Elizabeth Wyckest (1489–1528), Thomas Williams, a gárda egyik legénye özvegyét, Henry Wyckes lányát, aki Gentleman Usherként szolgált VII. Henrik udvarában. A párnak három gyermeke született:
- Gregory Cromwell, Cromwell Oakham 1. bárója, kb. 1520–1551, aki feleségül vette Elizabeth Seymourt
- Anne
- Grace

Thomas Cromwellnek volt egy törvénytelen lánya, Jane (1520/25 k.–1580 k.), aki 1535 és 1540 között feleségül ment William Hough-hoz (1525 k.–1585), a cheshire-i Wirrallban élő Leightontól.
Cromwell felesége, Elizabeth 1528-ban halt meg, egy verejtékbetegség-járvány idején, amely akkoriban dúlt a környéken. Sem Anne, sem Grace nem élte túl a gyermekkort.

## Filmen
- VIII. Henrik (1911)
- VIII. Henrik magánélete (1933)
- Egy ember az örökkévalóságnak (1966)
- Anna ezer napja (1969)
- VIII. Henrik hat felesége (1970) TV-minisorozat
- Folytassa, Henry! (1971)
- A király összes neje (VIII. Henrik és hat felesége (1972)
- La jument du roi (1973) tévéfilm
- Henry VIII (1979) tévéfilm
- Egy ember az örökkévalóságnak (1988) tévéfilm
- A másik Boleyn lány (2003) tévéfilm
- Henry VIII (2003) TV-minisorozat
- VIII. Henrik őrülete (2006) tévéfilm
- A másik Boleyn lány (2008)

## Televízió
- Tudorok (2007–2008) tévésorozat
- Wolf Hall (2015)

## Regények
Thomas Cromwell két Hilary Mantel történelmi regény, a Wolf Hall (2009) és a Bring Up the Bodies (2012) főszereplője. A regények a karakter emberi oldalát tárják fel, más megvilágításba helyezve, mint az Egy ember az örökkévalóságnak című filmben. Mindkét regényt Booker-díjjal jutalmazták.

## Fordítás
Ez a szócikk részben vagy egészben  a   Thomas Cromwell, I conte di Essex című olasz Wikipédia-szócikk ezen változatának fordításán alapul.  Az eredeti cikk szerkesztőit annak laptörténete sorolja fel. Ez a jelzés csupán a megfogalmazás eredetét és a szerzői jogokat jelzi, nem szolgál a cikkben szereplő információk forrásmegjelöléseként.